# Sebastiaan Bornauw
Sebastiaan Bornauw, né le 22 mars 1999 à Wemmel en Belgique, est un footballeur international belge qui joue au poste de défenseur à Leeds United.

## Biographie

### En club

#### Jeunesse et formation
Né à Wemmel en Belgique, c'est pourtant au Maroc, où son père travaille que Sebastiaan Bornauw commence le football, avec le club du Wydad Casablanca. Il retourne ensuite dans son pays natal et joue pour le HO Wolvertem puis le FCV Dender EH avant de rejoindre le centre de formation du RSC Anderlecht.

#### RSC Anderlecht
Sebastiaan Bornauw est formé au RSC Anderlecht pendant plusieurs années. Alors que le jeune joueur est approché au début de l'été 2018 par le KV Ostende, l'entraîneur d'Anderlecht Hein Vanhaezebrouck s'oppose à son départ. Bornauw fait finalement ses débuts en professionnel le 28 juillet 2018, lors de la première journée de la saison 2018-2019 de Jupiler Pro League face au KV Courtrai. Sebastiaan est titulaire ce jour-là en défense centrale et son équipe s'impose sur le score de quatre buts à un. Le 30 août 2018 le jeune défenseur prolonge son contrat jusqu'en juin 2021. Bornauw découvre également la Ligue Europa cette année-là, jouant son premier match dans la compétition le 25 octobre face au Fenerbahçe SK (2-2). Il se fait rapidement une place dans l'équipe première d'Anderlecht. Le 27 décembre de la même année il inscrit son premier but en professionnel lors de la victoire de son équipe en championnat face au Waasland-Beveren (3-0).

#### FC Cologne
Le 6 août 2019, il rejoint l'Allemagne en s'engageant avec un club tout juste promu en Bundesliga, le FC Cologne, avec qui il signe un contrat de cinq ans. 
Il joue son premier match pour Cologne le 23 août 2019 contre le Borussia Dortmund, lors d'une rencontre de Bundesliga, la première division allemande. Il est titulaire en défense centrale et malgré un bon match son équipe s'incline finalement ce jour-là (1-3). Bornauw s'installe ensuite comme titulaire dans l'équipe première depuis ce match. Le 20 octobre 2019 il inscrit son premier but pour Cologne lors de la victoire de son équipe en championnat face au SC Paderborn 07 (3-0). Il inscrit son deuxième but pour le club le 14 décembre 2019, lors de la victoire de son équipe face au Bayer Leverkusen (2-0). Alors que le club lutte pour son maintien, Bornauw est l'une des satisfactions de la saison, s'étant imposé dans la défense de Cologne.
Blessé au dos en janvier 2021, Bornauw est absent des terrains pendant plusieurs semaines. Il est opéré début mars et reprend l'entraînement quelques jours plus tard.

#### VfL Wolfsburg
Le 16 juillet 2021, Sebastiaan Bornaauw s'engage avec le VfL Wolfsburg pour un contrat courant jusqu'en juin 2026,. 
Il joue son premier match pour Wolfsburg le 8 août 2021, lors d'une rencontre de coupe d'Allemagne face au SC Preußen Münster en entrant en jeu en fin de match. La rencontre, initialement remportée par Wolfsburg, est finalement perdue sur tapis vert, l'entraîneur Mark van Bommel ayant dépassé le nombre de changements autorisés lors d'un match. Pas toujours titulaire sous les ordres de van Bommel jusqu'à ce que ce dernier soit renvoyé en octobre 2021 en raisons de mauvais résultats (une série de huit matchs sans victoires notamment), Bornaauw voit son statut changer avec l'arrivée de Florian Kohfeldt, le successeur de Van Bommel installant le défenseur belge comme un pilier de sa défense.
Le 26 février 2022, Bornauw inscrit son premier but pour Wolfsburg lors d'une rencontre de championnat face au Borussia Mönchengladbach. Titulaire ce jour-là, il marque le deuxième but de son équipe en reprenant de la tête un corner tiré par Maximilian Philipp mais son équipe est finalement rejointe et les deux équipes se neutralisent (2-2 score final),.
Bornauw perd sa place de titulaire au début de la saison 2023-2024, étant parfois même seulement le quatrième choix dans la hiérarchie des défenseurs centraux, l'entraîneur Niko Kovač préférant titulariser Cédric Zesiger, Maxence Lacroix ou encore Moritz Jenz. Cette situation amène des rumeurs de transferts dès le mercato hivernal mais le joueur reste quand même chez les Loups.

#### Leeds United
Le 1er juillet 2025, Sebastiaan Bornauw quitte Wolfsburg pour l'Angleterre afin de signer en faveur de Leeds United pour un contrat de quatre ans, soit jusqu'en juin 2029.

### En sélections nationales
De 2014 à 2015, Sebastiaan Bornauw joue avec l'équipe de Belgique des moins de 16 ans. Au total il joue sept matchs avec cette sélection.
Bornauw est sélectionné avec l'équipe de Belgique des moins de 17 ans, jouant son premier match avec cette sélection le 24 septembre 2015 contre la Slovénie. Il est titularisé et son équipe l'emporte par deux buts à un. Il est ensuite retenu pour disputer le championnat d'Europe des moins de 17 ans en 2016 qui se déroule en Azerbaïdjan. Il prend part à trois rencontres dans ce tournoi où les Belges se hissent jusqu'en quarts de finale, battus par l'Allemagne (1-0 score final).
Sebastiaan Bornauw est ensuite sélectionné avec l'équipe de Belgique espoirs pour participer au championnat d'Europe espoirs en 2019 qui se déroule en Italie. Il joue deux matchs dans cette compétition, et marque un but contre l'Espagne le 19 juin lors de la défaite des siens (2-1). Avec trois défaites en trois matchs, la Belgique ne parvient pas à sortir de la phase de groupe. Après le tournoi, il officie à plusieurs reprises comme capitaine des espoirs.
En septembre 2020, il est appelé pour la première fois par Roberto Martínez, le sélectionneur de l'équipe nationale de Belgique. Le 8 octobre 2020, il honore sa première sélection lors du match amical contre la Côte d'Ivoire, en entrant en jeu à la place de Zinho Vanheusden (1-1). Il connait sa première titularisation lors de sa deuxième apparition, le 11 novembre 2020, lors d'un match amical contre la Suisse. Les Diables rouges l'emportent par deux buts à un ce jour-là,.
En mars 2023, Sebastiaan Bornauw figure dans la première liste de Domenico Tedesco, le nouveau sélectionneur de la Belgique. Il fait ainsi son retour en sélection après un an d'absence,.

## Statistiques

### En club
| Saison                | Club                  | Championnat           | Championnat | Championnat | Championnat | Coupe(s) nationale(s) | Coupe(s) nationale(s) | Coupe(s) nationale(s) | Compétition(s) continentale(s) | Compétition(s) continentale(s) | Compétition(s) continentale(s) | Compétition(s) continentale(s) | Autres compétitions | Autres compétitions | Autres compétitions | Autres compétitions | Total | Total | Total |
| Saison                | Club                  | Division              | M.          | B.          | P.d.        | M.                    | B.                    | P.d.                  | Comp.                          | M.                             | B.                             | P.d.                           | Comp.               | M.                  | B.                  | P.d.                | M.    | B.    | P.d.  |
| 2018-2019             | RSC Anderlecht        | Division 1A           | 15          | 1           | 2           | 1                     | 0                     | 0                     | C3                             | 4                              | 0                              | 0                              | PO1                 | 8                   | 0                   | 0                   | 28    | 1     | 2     |
| 2019-2020             | RSC Anderlecht        | Division 1A           | 1           | 0           | 0           | -                     | -                     | -                     | -                              | -                              | -                              | -                              | -                   | -                   | -                   | -                   | 1     | 0     | 0     |
| Sous-total            | Sous-total            | Sous-total            | 16          | 1           | 2           | 1                     | 0                     | 0                     | -                              | 4                              | 0                              | 0                              | -                   | 8                   | 0                   | 0                   | 29    | 1     | 2     |
| 2019-2020             | 1. FC Cologne         | Bundesliga            | 28          | 6           | 0           | 1                     | 0                     | 0                     | -                              | -                              | -                              | -                              | -                   | -                   | -                   | -                   | 29    | 6     | 0     |
| 2020-2021             | 1. FC Cologne         | Bundesliga            | 24          | 1           | 1           | 2                     | 0                     | 0                     | -                              | -                              | -                              | -                              | PO                  | 2                   | 0                   | 0                   | 28    | 1     | 1     |
| Sous-total            | Sous-total            | Sous-total            | 52          | 7           | 1           | 3                     | 0                     | 0                     | -                              | -                              | -                              | -                              | -                   | 2                   | 0                   | 0                   | 57    | 7     | 1     |
| 2021-2022             | VfL Wolfsburg         | Bundesliga            | 27          | 1           | 0           | 1                     | 0                     | 1                     | C1                             | 3                              | 0                              | 0                              | -                   | -                   | -                   | -                   | 31    | 1     | 1     |
| 2022-2023             | VfL Wolfsburg         | Bundesliga            | 26          | 1           | 0           | 2                     | 0                     | 1                     | -                              | -                              | -                              | -                              | -                   | -                   | -                   | -                   | 28    | 1     | 1     |
| 2023-2024             | VfL Wolfsburg         | Bundesliga            | 20          | 0           | 0           | 1                     | 0                     | 0                     | -                              | -                              | -                              | -                              | -                   | -                   | -                   | -                   | 21    | 0     | 0     |
| 2024-2025             | VfL Wolfsburg         | Bundesliga            | 15          | 2           | 0           | 1                     | 0                     | 0                     | -                              | -                              | -                              | -                              | -                   | -                   | -                   | -                   | 16    | 2     | 0     |
| Sous-total            | Sous-total            | Sous-total            | 88          | 4           | 0           | 5                     | 0                     | 2                     | -                              | 3                              | 0                              | 0                              | -                   | -                   | -                   | -                   | 96    | 4     | 2     |
| 2025-2026             | Leeds United          | Premier League        | 0           | 0           | 0           | -                     | -                     | -                     | -                              | -                              | -                              | -                              | -                   | -                   | -                   | -                   | 0     | 0     | 0     |
| Total sur la carrière | Total sur la carrière | Total sur la carrière | 156         | 12          | 3           | 9                     | 0                     | 2                     | -                              | 7                              | 0                              | 0                              | -                   | 10                  | 0                   | 0                   | 182   | 12    | 5     |

### En sélections nationales
| Saison                | Sélection             | Phases finales        | Phases finales | Phases finales | Phases finales | Éliminatoires CDM | Éliminatoires CDM | Éliminatoires CDM | Éliminatoires EURO | Éliminatoires EURO | Éliminatoires EURO | Ligue des Nations | Ligue des Nations | Ligue des Nations | Matchs amicaux | Matchs amicaux | Matchs amicaux | Total | Total | Total |
| Saison                | Sélection             | Compétition           | M              | B              | Pd             | M                 | B                 | Pd                | M                  | B                  | Pd                 | M                 | B                 | Pd                | M              | B              | Pd             | M     | B     | Pd    |
| --------------------- | --------------------- | --------------------- | -------------- | -------------- | -------------- | ----------------- | ----------------- | ----------------- | ------------------ | ------------------ | ------------------ | ----------------- | ----------------- | ----------------- | -------------- | -------------- | -------------- | ----- | ----- | ----- |
| 2020-2021             | Belgique              | -                     | -              | -              | -              | -                 | -                 | -                 | -                  | -                  | -                  | -                 | -                 | -                 | 2              | 0              | 0              | 2     | 0     | 0     |
| 2021-2022             | Belgique              | -                     | -              | -              | -              | -                 | -                 | -                 | -                  | -                  | -                  | -                 | -                 | -                 | 1              | 0              | 0              | 1     | 0     | 0     |
| 2022-2023             | Belgique              | -                     | -              | -              | -              | -                 | -                 | -                 | 1                  | 0                  | 0                  | -                 | -                 | -                 | 0              | 0              | 0              | 1     | 0     | 0     |
| 2024-2025             | Belgique              | -                     | -              | -              | -              | -                 | -                 | -                 | -                  | -                  | -                  | 0                 | 0                 | 0                 | -              | -              | -              | 0     | 0     | 0     |
| Total sur la carrière | Total sur la carrière | Total sur la carrière | -              | -              | -              | -                 | -                 | -                 | 1                  | 0                  | 0                  | 0                 | 0                 | 0                 | 3              | 0              | 0              | 4     | 0     | 0     |

### Matchs internationaux
| Matchs internationaux de Sebastiaan Bornauw, | Matchs internationaux de Sebastiaan Bornauw, | Matchs internationaux de Sebastiaan Bornauw, | Matchs internationaux de Sebastiaan Bornauw, | Matchs internationaux de Sebastiaan Bornauw, | Matchs internationaux de Sebastiaan Bornauw, | Matchs internationaux de Sebastiaan Bornauw, | Matchs internationaux de Sebastiaan Bornauw,                        |
| #                                            | Date                                         | Lieu                                         | Adversaire                                   | Résultat                                     | Compétition                                  | Club                                         | Notes                                                               |
| -------------------------------------------- | -------------------------------------------- | -------------------------------------------- | -------------------------------------------- | -------------------------------------------- | -------------------------------------------- | -------------------------------------------- | ------------------------------------------------------------------- |
| 1                                            | 8 octobre 2020                               | Stade Roi Baudouin, Bruxelles, Belgique      | Côte d'Ivoire                                | N 1 - 1                                      | Match amical                                 | 1. FC Cologne                                | Entre en jeu à la place de Zinho Vanheusden à la 77e minute de jeu. |
| 2                                            | 11 novembre 2020                             | Stade Den Dreef, Louvain, Belgique           | Suisse                                       | V 2 - 1                                      | Match amical                                 | 1. FC Cologne                                | Titulaire, remplacé par Jason Denayer à la 91e minute de jeu.       |
| 3                                            | 29 mars 2022                                 | Lotto Park, Bruxelles, Belgique              | Burkina Faso                                 | V 3 - 0                                      | Match amical                                 | VfL Wolfsburg                                | Titulaire.                                                          |
| 4                                            | 24 mars 2023                                 | Friends Arena, Solna, Suède                  | Suède                                        | V 3 - 0                                      | Éliminatoires de l'Euro 2024                 | VfL Wolfsburg                                | Entre en jeu à la place de Romelu Lukaku à la 85e minute de jeu.    |